# زیستن (فیلم ۲۰۲۲)
زیستن یا زندگی‌کردن (انگلیسی: Living) یک فیلم درام بریتانیایی سال ۲۰۲۲ به کارگردانی الیور هرمانوس است بر اساس فیلم‌نامه‌ای از کازوئو ایشی‌گورو، اقتباس‌شده از فیلم ژاپنی زیستن محصول ۱۹۵۲ به کارگردانی آکیرا کوروساوا که به نوبهٔ خود از رمان روسی مرگ ایوان ایلیچ اثر لئو تولستوی در سال ۱۸۸۶ الهام گرفته شد. داستان این فیلم در سال ۱۹۵۳ لندن می‌گذرد و یک دیوان‌سالار در بخش دپارتمان عمومی (با بازی بیل نای) در حال مواجهه با یک بیماری کشنده به تصویر می‌کشد.
زندگی‌کردن اولین نمایش جهانی خود در جشنواره فیلم ساندنس در ۲۱ ژانویه ۲۰۲۲ داشت و در ۴ نوامبر ۲۰۲۲ به‌وسیلهٔ لاینزگیت بریتانیا در بریتانیا اکران شد. این فیلم نقدهای مثبت دریافت کرد و نقش‌آفرینی نای مورد تحسین قرار گرفت. این فیلم نامزد دریافت جوایز نود و پنجمین دوره جوایز اسکار در رشتهٔ بهترین بازیگر مرد (نای) و بهترین فیلم‌نامه اقتباسی شد.
در ایران توسط شبکه چهار با دوبله فارسی با عنوان «زیستن» پخش شد.